# IC 4994
IC 4994 — галактика типу S0 (спіральна галактика) у сузір'ї Телескоп.
Цей об'єкт міститься в оригінальній редакції індексного каталогу.